# Zbójno
Zbójno è un comune rurale polacco del distretto di Golub-Dobrzyń, nel voivodato della Cuiavia-Pomerania.
Ricopre una superficie di 84,38 km² e nel 2004 contava 4 517 abitanti.